# 크라스노예셀로

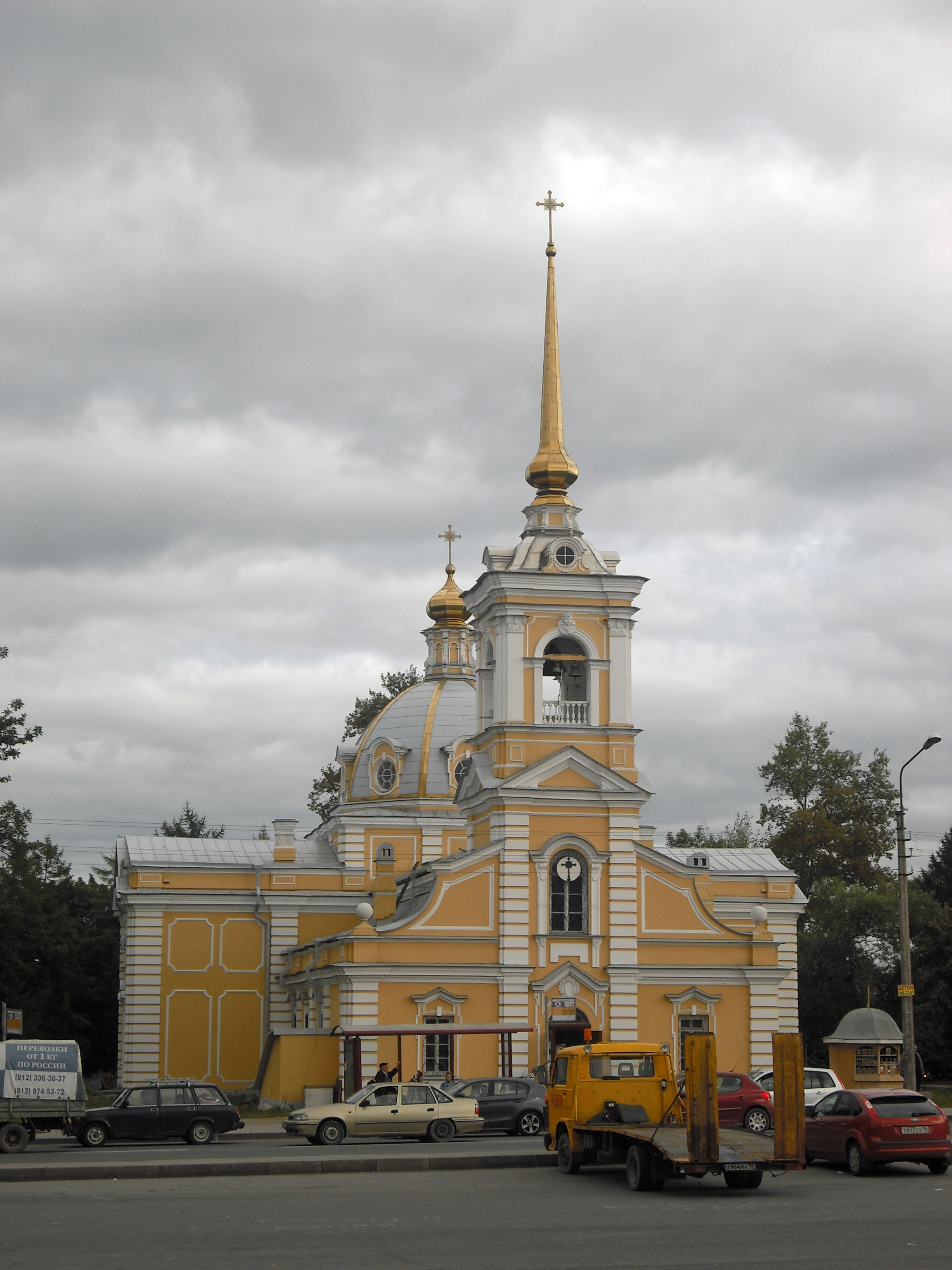

크라스노예셀로(러시아어: Кра́сное Село)는 러시아 상트페테르부르크가 관할하는 도시로, 또한 크라스노예셀로의 인구는 2002년 기준으로 44,081명이며, 상트페테르부르크 도심 남서부에 위치한다. 그리고 크라스노예셀로는 1925년에 건설되었으며, 1973년 레닌그라드(소비에트 연방 시절 상트페테르부르크를 부르던 명칭)가 관할하는 도시가 되었다.